# Stenhomalus muneaka
Stenhomalus muneaka är en skalbaggsart som beskrevs av Hayashi 1981. Stenhomalus muneaka ingår i släktet Stenhomalus och familjen långhorningar. Inga underarter finns listade i Catalogue of Life.